# Grand Theft Auto V
Grand Theft Auto V (GTA V) – komputerowa gra akcji, należąca do serii Grand Theft Auto. Została wydana na konsole PlayStation 3 i Xbox 360 17 września 2013 przez studio Rockstar Games. Akcja gry została umiejscowiona w fikcyjnym mieście Los Santos oraz w terenach pozamiejskich nazwanych Blaine County w stanie San Andreas, stworzonych na podstawie miasta Los Angeles i Kalifornii. 10 czerwca 2014 podczas targów E3 ujawniono zapowiedź gry w wersjach na komputery osobiste oraz konsole ósmej generacji – PlayStation 4 i Xbox One. Wersje konsolowe ukazały się 18 listopada 2014, a na komputery osobiste 14 kwietnia 2015. W czerwcu 2020 zapowiedziano wydanie gry na konsole dziewiątej generacji – PlayStation 5 oraz Xbox Series, które ukazało się 15 marca 2022.
Grand Theft Auto V cieszy się wysoką popularnością na świecie wśród graczy wszystkich platform, z rekordową sprzedażą na konsole siódmej generacji, ze względu na wysoką jakość graficzną, grywalność oraz możliwości podczas swobodnej rozgrywki poza fabułą. Gra trafiła także do księgi rekordów Guinnessa w siedmiu kategoriach, z czego sześć dotyczy jej sprzedaży.
Gra skupia się na przestępczości w jednej z metropolii Stanów Zjednoczonych – Los Santos i jej obrębie w stanie San Andreas. Trzej protagoniści (nad którymi gracz ma kontrolę), mimo że zajmują się innymi rodzajami przestępstw jako tzw. „wolni strzelcy” (ang. freelancer), współpracują ze sobą oraz wspólnie zajmują się nielegalnymi interesami.
Produkcja Rockstar Games otrzymała tytuł gry roku od redaktorów serwisów Edge, GameSpot i Metacritic, a także zdobyła nagrodę Golden Joystick w kategorii „gra roku” w 2013 roku.
Koszty produkcji oraz marketingu Grand Theft Auto V wyniosły 265 milionów dolarów, co czyni z niej grę o najwyższym budżecie w historii.

## Fabuła
Akcja gry rozpoczyna się około 2004 roku w stanie North Yankton, gdy Michael Townley i Trevor Philips wraz ze swoim znajomym Bradem napadają na lokalny bank. Po zgarnięciu łupu trójka złodziei wybiega na zewnątrz, gdzie czeka oddział policji. Gangsterom udaje się dostać do samochodu i rozpocząć ucieczkę, jednak ta kończy się zderzeniem z pędzącym pociągiem. Bohaterowie cudem przeżywają kolizję, ale na miejscu zdarzenia czekają na nich agenci federalni, którzy zabijają Brada oraz udaje im się postrzelić Townleya. Trevor ucieka. Okazuje się, że całe zdarzenie było zaplanowane przez Michaela, który zawarł umowę z agentem Federal Investigation Bureau (w skrócie FIB), Dave’em Nortonem, i zmienił nazwisko na „De Santa”.
Następnie akcja przenosi się do miasta Los Santos w 2013 roku. Michael mieszka razem z rodziną w Los Santos, gdzie poznaje Franklina Clintona. Obaj dokonują zniszczenia domu meksykańskiego biznesmena Martina Madrazo, który żąda od nich odszkodowania w wysokości 2,5 mln dolarów. Zmuszeni zostają przez to do dokonania napadu na sklep jubilerski „Vangelico”. Zdarzenie to wzbudza niepokój Dave’a Nortona, który boi się rozpoznania przestępcy przez agentów FIB. Michaela rozpoznaje również Trevor, który ma do niego żal po wydarzeniach w Ludendorffie. Oddział FIB każe Michaelowi, Trevorowi i Franklinowi pracować dla agencji pod groźbą upublicznienia sekretów obciążających Michaela. Trevor żąda od przyjaciela wyjaśnień związanych z jego upozorowaną śmiercią; zamierza także sprawdzić, kto leży w grobie Michaela. Gdy dowiaduje się, że to Brad, zostawia przyjaciela w North Yankton, gdzie Michael zostaje wzięty za kochanka Trevora i uprowadzony przez członków chińskiej triady, z którą zatargi miał Trevor. Z opresji ratuje go Franklin. Wkrótce jednak Trevor wybacza przyjacielowi i pomaga mu oraz Dave’owi w walce z Merryweather. W tym celu dokonują skoku na Bank Rezerw Federalnych (ang. „The Big One”). Stamtąd kradną 4 tony złota o wartości około 200 mln dolarów. Bohaterowie poznają Devina Westona, który zleca Franklinowi i jego koledze Lamarowi kradzież drogocennych aut, za które później nie wypłaca obiecanych pieniędzy. Pewnego dnia w domu Franklina zjawia się Devin Weston, który proponuje Franklinowi zabójstwo Michaela. Franklin staje przed trudnym wyborem – albo zabije któregoś z kompanów, albo wraz z nimi rozprawi się z Devinem Westonem i FIB.

## Postacie
Po raz pierwszy w serii gier Grand Theft Auto gracz ma możliwość zagrania czterema całkowicie grywalnymi postaciami: trzema z trybu fabularnego oraz czwartą, która zostaje odblokowana po pierwszym skorzystaniu z trybu Online, stając się jednocześnie w tym trybie całkowicie grywalną postacią. Ponadto w niektórych misjach z udziałem Franklina gracz ma możliwość oglądania świata z punktu widzenia Chopa – psa Franklina.

### Protagoniści
- Michael De Santa (właściwie Michael Townley) – jeden z trzech głównych bohaterów gry. Urodził się w 1965[42][43] lub 1968[44][45] roku na Wschodnim Wybrzeżu Stanów Zjednoczonych. Jest świetnym strzelcem. Chcąc się ustatkować, Michael upozorował swoją śmierć przed resztą współpracowników podczas napadu w North Yankton w 2004 roku, zmienił swoje nazwisko oraz zamieszkał w luksusowej willi w Rockford Hills. Ma trudną sytuację rodzinną – nienawidzi swojej żony, która wydaje lekką ręką zarobione przez niego pieniądze, a także zdradza go ze swoim opłacanym instruktorem jogi. Nie rozumie też swoich dzieci – uzależnionego od narkotyków Jimmy’ego, który nie okazuje mu szacunku i w całości obwinia za popełnione przez niego błędy oraz córki Tracey, powiązanej z branżą pornograficzną i niezwracającą na ojca uwagi[46]. Umiejętnością specjalną Michaela jest czasowa możliwość strzelania z broni podczas spowolnionego tempa[47]. Głosu użyczył mu Ned Luke.
- Trevor Philips – jeden z trzech głównych bohaterów gry. Stary przyjaciel Michaela, Kanadyjczyk. Nienawidzi, jak ktoś rozpoznaje jego akcent. Podobnie jak Michael, zajmuje się działalnością przestępczą, z czasem na szeroką skalę. W przeszłości obrabował z nim kilka banków. Był także pilotem wojskowym (jednak podczas testu psychologicznego wyszło na jaw, że Trevor jest niezrównoważony psychicznie i został wydalony z wojska), dzięki czemu z łatwością radzi sobie ze sterowaniem każdego typu samolotu lub śmigłowca. Trevor to osoba z zaburzeniami osobowości z pogranicza, która nie liczy się z nikim. Jest uzależniony od narkotyków oraz mieszka w przyczepie na pustyni Sandy Shores w Blaine County. Często dokonuje w mieście rzeczy typowych dla osób niezrównoważonych psychicznie – najczęściej robi to z całkowitą bezwzględnością[48]. Umiejętnością specjalną Trevora jest możliwość czasowego uaktywnienia trybu „furii”, by móc zadawać większe szkody przeciwnikom oraz stać się bardziej wytrzymałym na obrażenia zadane od wrogów[49]. Głosu i wizerunku użyczył mu Steven Ogg[50].
- Franklin Clinton – jeden z trzech głównych bohaterów gry. Najmłodszy z trójki protagonistów. Mieszka w południowej części miasta Los Santos (South Central), pracując dla ormiańskiego dilera luksusowych aut, Simeona Yetariana, który oferuje samochody ludziom sprzedając je na raty. Clinton zajmuje się egzekwowaniem długów od klientów wraz z jego najlepszym przyjacielem, Lamarem Davisem. Podczas odbicia auta Jimmy’ego, poznaje Michaela, który staje się jego mentorem oraz nazywa go „synem, jakiego zawsze chciał mieć”. Jest doskonałym kierowcą. Jest również członkiem rodzin z Chamberlain Hills, jednak nie angażuje się zbytnio w gangsterskie porachunki[51]. Ma pod opieką psa Chopa, który formalnie należy do Lamara – jednak ten zbytnio mu o nim nie wypomina[52]. Umiejętnością specjalną Franklina jest czasowa możliwość kierowania pojazdem w spowolnionym tempie[53]. Głosu użyczył mu Shawn Fonteno.

## Rozgrywka

### Wersja na PlayStation 3 i Xbox 360
Grand Theft Auto V zostało zaprojektowane w taki sposób, aby usprawnić każdy element rozgrywki z poprzednich części serii. Obszar gry jest większy niż obszar z gier Red Dead Redemption, Grand Theft Auto: San Andreas i Grand Theft Auto IV razem wziętych. Ponadto przełączanie się między postaciami jest dynamiczne. Protagoniści żyją także swoim własnym „życiem” i wykonują różne aktywności, gdy nie są sterowani przez gracza.
Gracz (jak w poprzednich częściach gry z uniwersum 3D oraz HD) steruje protagonistami z perspektywy trzeciej osoby. Może on poruszać się po mapie bez wymogu wykonywania misji, które z kolei odblokowują kolejne możliwości w grze. Ponadto (w porównaniu z poprzednimi częściami gry) swobodna rozgrywka gry została wzbogacona o BASE jumping oraz możliwość nurkowania za pomocą odpowiedniego sprzętu lub batyskafu. Gracz może także korzystać ze smartfonów dostępnych u każdego protagonisty (każdy z nich posiada urządzenie innej marki, które odwzorowują popularne modele ze świata rzeczywistego). Można za pomocą nich wykonywać zdjęcia używając różnych filtrów, a także przeglądać strony internetowe, tak jak w Grand Theft Auto IV.
Grywalni (kierowani przez gracza) są trzej protagoniści – Trevor Philips, Franklin Clinton oraz Michael De Santa, którzy wykonują misje głównie polegające na popełnianiu przestępstw, wyświadczaniu przysług konkretnym osobom, a także zajmowaniu się nielegalnymi interesami. W późniejszej części gry misje polegają także na rozwiązywaniu problemów, z którymi zmagają się główni bohaterowie. Gdy misję wykonuje więcej niż jeden protagonista, gracz może się między nimi przełączać, a w trakcie wykonywania niektórych zadań istnieje także możliwość obserwowania świata z punktu widzenia psa Franklina – Chopa. Każdy z bohaterów posiada specjalne, indywidualne umiejętności, które są bardzo pomocne w trakcie wykonywania zadań (np. Trevor posiada większe zdolności pilotażu samolotu od pozostałej dwójki, a Michael potrafi strzelać do wrogów w spowolnionym tempie). Bohaterowie po raz pierwszy w serii gier Grand Theft Auto mogą poruszać się po cichu (ruch postaci zaczerpnięty z gier nazywanych „skradankami”) oraz w tym trybie obezwładniać przeciwnika bez alarmowania reszty wrogów.
Dopracowany został także HUD oraz wyświetlane na nim informacje. Gdy gracz otrzyma obrażenia, jego zdrowie będzie się dynamicznie regenerowało do połowy pełnego poziomu. Oddziały policyjne posiadają swój określony zasięg widzenia, dzięki czemu ucieczka z określonego terenu poszukiwań gracza (jak w poprzedniej numerycznie części serii) nie jest jedyną możliwością uniknięcia schwytania przez stróżów prawa. Jeżeli ukryje się i nie zostanie zauważony przez policjantów, to zaniechają oni dalszych poszukiwań. Ponadto wraz z każdym wzrostem wskaźnika ścigania gracza przez policję, ta staje się coraz bardziej agresywna oraz dąży do natychmiastowej śmierci ściganego. Podczas wykonywanych misji pojawiają się również odpowiednie oznaczenia o przewadze strategicznej protagonisty w określonym momencie (co zazwyczaj jest informacją dla gracza, by przejął nad nim sterowanie w określonym momencie), lub jego niskim stanie zdrowia i oczekiwanej pomocy.
Protagoniści podczas wykonywanych napadów nawiązują także kontakt z najętymi współpracownikami, którzy im pomagają przy rabunkach. Zależnie od oferowanej płacy w postaci udziału z łupu uzyskanego z napadu, każdy najemnik posiada inne specjalizacje, umiejętności, sprzęt, a także predyspozycje do sposobu wykonywania rabunku, które są planowane przed misją przez Michaela oraz Lestera Cresta. Prócz samego planu napadu, gracz musi zorganizować także sprzęt służący ucieczce przed policją po dokonaniu skoku.
Grand Theft Auto V jest pierwszą grą z serii, gdzie występuje wiele gatunków zwierząt, które można napotkać w mieście i w środowisku naturalnym. Są także te, z którymi można wejść w interakcje (m.in. pies Chop, którego Franklin może wyprowadzać na spacer; gracz może obserwować świat jego oczami podczas określonych misji). Niektóre zaś stają się celem polowań – a polowania natomiast zadaniem do wykonania po przyjęciu przez gracza misji.

### Wersja na PlayStation 4, Xbox One i PC
Rockstar Games za pośrednictwem portalu IGN udostępniło nowości, które pojawią się w odświeżonej wersji gry na konsole ósmej generacji oraz komputery osobiste. Są to przede wszystkim: widok z perspektywy pierwszej osoby z możliwością jej przełączania w dowolnym momencie gry (oraz możliwością korzystania z telefonu w wersji trójwymiarowej), odtwarzanie gry w jakości 1080p oraz 30 klatkach na sekundę dla konsoli ósmej generacji, a dla komputerów osobistych obsługa jakości 4K wraz z 60 klatkami na sekundę; dodano ponad 100 utworów muzycznych do radia oraz usprawniono wiele aspektów graficznych. Dodano także dwie godziny muzyki do ścieżki dźwiękowej.
W wersji na komputery osobiste Rockstar North zaimplementował także tryb reżyserski oraz autorski edytor filmów, Rockstar Editor. Tryb reżysera pozwala na uzyskanie dostępu do wszystkich możliwych modeli w grze (które są odblokowane dopiero po zagraniu w GTA Online, bądź ukończeniu kampanii trybu jednoosobowego), które mogą wypowiadać kwestie, oraz możliwa jest dowolna modyfikacja owych modeli, parametrów świata, szybkości kamery, jej pozycji, tempa sceny itp. Nagrane ujęcia można później edytować w programie Rockstar Editor, a ponadto odtwarzać projekt w trybie pełnoekranowym, dodać do klipu tekst, lub wstawić ścieżkę dźwiękową z gry. Gotowy film można opublikować na przykład w serwisie YouTube lub platformie Rockstar Games Social Club (na której można wziąć udział w konkursach powiązanych z tworzeniem filmów w edytorze). Dzień przed premierą gry w wersji na komputery osobiste Rockstar Games na swoim kanale na portalu YouTube opublikował film będący wprowadzeniem do edytora filmów oraz trybu reżysera. Edytor filmów wraz z trybem reżyserskim zostały zaimplementowane latem 2015 roku.

## Ścieżka dźwiękowa
Ścieżka dźwiękowa z gry – The Music of Grand Theft Auto V – została wydana 24 września 2013 roku. 21 kwietnia 2015 roku został wydany album The Alchemist i Oh No Welcome to Los Santos inspirowany muzyką ze ścieżki dźwiękowej, który został umieszczony w wersji gry na PC jako część ścieżki dźwiękowej (stacja radiowa).

## Produkcja i wydanie

### Wersja na PlayStation 3 i Xbox 360
Grand Theft Auto V zostało oficjalnie zapowiedziane przez Rockstar Games 25 października 2011 roku, a 2 listopada 2011 został zaprezentowany oficjalny trailer gry. Drugi zwiastun gry miał premierę 14 listopada 2012 roku, a oficjalny film z rozgrywki ukazał się 9 lipca 2013. Premierowy zwiastun z gry na konsole ósmej generacji pojawił się osiem dni przed premierą odświeżonej wersji gry, a na komputery osobiste – 12 dni przed premierą, a także trailer z napadów dzień później (amerykańska firma komputerowa Nvidia współpracująca z Rockstar North oświadczyła, że został on stworzony w edytorze video w grze, który będzie dostępny w wersji na komputery osobiste). Obszar gry jest wzorowany na metropolii Los Angeles oraz południowej Kalifornii. Poza wersją standardową gra została także wydana w edycji specjalnej i kolekcjonerskiej, w których skład wchodzą m.in. mapa miasta, czapka oraz saszetka na pieniądze. Produkcja Grand Theft Auto V pochłonęła 115 mln dolarów, natomiast na promocję gry wydano ok. 150 mln, przez co jedenasta część serii stała się najdroższą grą w historii branży rozrywki elektronicznej.

### Grand Theft Auto Online

Logo trybu Grand Theft Auto Online

Grand Theft Auto V jest pierwszą grą w historii serii Grand Theft Auto, w której firma Rockstar Games intensywnie wspiera tryb wieloosobowy, implementując go już w początkowej wersji gry. Dodatek Grand Theft Auto Online został uruchomiony 1 października 2013 roku dla konsol siódmej generacji. Dla konsol ósmej generacji oraz komputerów osobistych tryb Online został uruchomiony w dniu premiery tych wersji. Do trybu gracz może dołączyć poprzez wybranie czwartej, uprzednio stworzonej od podstaw przez gracza postaci spośród trójki protagonistów w menu gry trybu jednoosobowego.

### Wersja na PlayStation 4, Xbox One i PC
Dnia 10 czerwca 2014 roku (po niespełna 9 miesiącach od premiery gry na konsole siódmej generacji) gra została zapowiedziana oraz zaprezentowana podczas konferencji firmy Sony na targach gier E3 przez przedstawicieli firmy Take-Two Interactive na komputery osobiste oraz konsole Xbox One i PlayStation 4, ustalając najpierw bliżej nieznaną datę premiery w okresie jesieni 2014 roku, a następnie ustalając datę premiery odświeżonej wersji gry na 18 listopada 2014 dla konsol ósmej generacji, a dla komputerów osobistych wyznaczając datę 27 stycznia 2015 roku, następnie 24 marca 2015, a później – ostatecznie – na datę 14 kwietnia 2015 roku. Pojawił się także z tej okazji filmik oraz sześć zrzutów ekranu z gry. Ponadto firma Rockstar Games ogłosiła, że pojawi się wyjątkowa zawartość dla graczy, którzy kupili odświeżoną wersję gry, jeśli grali także w grę w wersji na konsole siódmej generacji.
Rockstar Games na swojej oficjalnej witrynie zapowiedziało zmiany w powyższych wersjach gry, jakimi są m.in. nowe rodzaje broni, pojazdy, posiadłości, czy też usprawnione modyfikowanie wyglądu grywalnych postaci. Pojawił się także edytor filmów, które zostały nagrane podczas rozgrywki. Po ogłoszeniu dat premier odświeżonej wersji gry na komputery osobiste i konsole ósmej generacji firma Rockstar zapowiedziała, że liczba graczy w trybie wieloosobowym zostanie zwiększona do 30 graczy, ponadto gracze konsol siódmej generacji będą mogli przenieść swoje zapisane stany gry do odświeżonej wersji gry po zsynchronizowaniu z platformą Rockstar Games Social Club. Oprócz tego wszystkie dodatki DLC wydane na konsole siódmej generacji znajdą się również w nowych wersjach; pojawił się także oficjalny trailer gry. Gra jest dostępna w dystrybucji cyfrowej na platformie Steam. Jej zakup w przedsprzedaży przydziela kupującemu bonus w postaci półtora miliona dolarów do wydania w grze (pół miliona dla trybu jednoosobowego i milion dla trybu wieloosobowego), a także darmową kopię gry Grand Theft Auto: San Andreas, jeśli kupi on grę do 1 lutego (ofertę jednak w tym dniu przedłużono do 9 marca już bez darmowej kopii gry, a później – po następnym przeniesieniu daty premiery gry na komputery osobiste – przedłużono ją do 31 marca). GTA V obsługuje kontrolery Steam oraz system SteamOS. 27 lutego i 27 marca 2015 roku Rockstar Games opublikowało po 15 nowych zrzutów ekranu na news z wersji gry na komputery osobiste. 6 dni przed premierą portal PC Gamer opublikował 24 nowe zrzuty ekranu z gry na platformę PC.

### Wersja na PlayStation 5 i Xbox Series X/S
W czerwcu 2020 podczas konferencji The Future of Gaming przedsiębiorstwa Sony poinformowano, że Grand Theft Auto V zostanie wydane również na konsole PlayStation 5 oraz Xbox Series. Zapowiedziano, że gra zostanie zoptymalizowana pod względem wydajności, otrzyma poprawki techniczne i odświeżoną oprawę wizualną. Początkowo premierę nowej wersji gry zaplanowano na drugą połowę 2021 roku, jednak we wrześniu 2021 termin przesunięto na marzec 2022. Wydanie miało swoją premierę 15 marca 2022.

## Odbiór gry
Grand Theft Auto V została pozytywnie przyjęta przez krytyków. Średnia ocen w serwisie Metacritic wynosi 97/100 na konsole Xbox 360 i PlayStation 3. Recenzenci chwalili otwarty świat gry i rozbudowany główny wątek fabularny. Trzy dni po premierze gra została umiejscowiona przez redakcję serwisu IGN na drugim miejscu listy „The Top 25 Xbox 360 Games”.
Według recenzenta z portalu Edge możliwość przełączania się pomiędzy protagonistami jest ułatwieniem w postaci unikania długiego czasu podróży do punktu, gdzie rozpoczyna się konkretna misja. Matt Bertz z „Game Informer” uznał także, że ich przełączanie znacząco dynamizuje przebieg akcji podczas wykonywanych misji. Tom Bramwell z portalu Eurogamer dodał, że ta opcja staje się swego rodzaju elementem taktycznym podczas strzelaniny i znacząco ułatwia wykonywanie zadań, w porównaniu z poprzednimi grami z serii Grand Theft Auto. Ponadto Keza McDonald z portalu IGN oznajmił, że owe przejścia podczas strzelanin powodują mniej przewidywalne następstwa przy wykonywanych zadaniach.

### Sprzedaż
Grand Theft Auto V było najlepiej sprzedającą się grą w Stanach Zjednoczonych w 2013 roku (pod uwagę brano tylko sprzedaż wersji pudełkowej), w Wielkiej Brytanii gra była najlepiej sprzedającym się produktem branży rozrywkowej tego roku. Gra była także najszybciej sprzedającym się tytułem po premierze w Polsce, w 24 godziny gra została sprzedana w 60 000 egzemplarzach. W 2014 roku gra osiągnęła rekord dochodu (94 000 000 funtów), a także sprzedaży wszech czasów w Wielkiej Brytanii. W sierpniu 2015 liczba rozesłanych egzemplarzy do sklepów wyniosła 54 miliony, a w styczniu 2018 roku ponad 90 milionów.

### Kontrowersje
Gra spotkała się również z falą kontrowersji spowodowanych treściami oraz rzekomymi naruszeniami wizerunku znanych osób lub utworów muzycznych, które są zawarte w Grand Theft Auto V.

#### Ukazywanie tortur
Misja „Jak na szkoleniu” (ang. By the book) ukazuje torturowanie człowieka zatrzymanego podczas akcji FIB przez Trevora, by w ten sposób wyciągnąć od niego informacje na temat azerskiego uciekiniera stwarzającego zagrożenie dla instytucji FIB. Gracz ma możliwość wybrania tortur, które główny protagonista zastosuje na swojej ofierze. Wywołało to kontrowersje wśród recenzentów oraz komentatorów.
Keith Best z brytyjskiej organizacji pozarządowej Freedom from Torture stwierdził, że twórcy gry „przekroczyli «pewną» granicę”. Ponadto Keith Vaz z brytyjskiej Partii Pracy wyraził obawę o negatywnym wpływie przebiegu misji na niepełnoletnich graczy.

#### Postępowania prawne
- W październiku 2013 roku, raper Daz Dillinger złożył pozew do Rockstar Games oraz Take-Two Interactive o wycofanie i skasowanie produktu Grand Theft Auto V z powodu rzekomego wykorzystania jego dwóch utworów w grze bez jego zezwolenia, posądzając oba przedsiębiorstwa o kradzież[153].
- W lutym 2014 roku osobowość amerykańskiej telewizji – Karen Gravano – postawiła zarzut firmie Rockstar Games, że jedna z postaci zaimplementowanych w grze opiera się na jej historii oraz jest jej podobizną przedstawioną bez jej zgody[154]. Studio Rockstara w kwietniu złożyło prośbę o oddalenie owego pozwu ze względu na wykluczenie zarzutów przez pierwszą poprawkę do Konstytucji Stanów Zjednoczonych[155].
- W lipcu 2014 roku aktorka Lindsay Lohan także złożyła pozew twierdząc, że jedna z postaci w grze zawiera jej podobiznę, a także został wykorzystany jej głos i rodzaj odzieży bez pozwolenia[156].

#### Inne
- Australijskie przedsiębiorstwo Target Australia po przeprowadzonej w Internecie petycji wycofało grę ze sprzedaży w swoich sklepach z powodu ukazywania w Grand Theft Auto V przemocy wobec kobiet[157].